# Petar Georgiev (schoonspringer)
Petar Dimitrov Georviev (Bulgaars: Петър Димитров Георгиев) (Sofia, 7 maart 1964) is een voormalig internationaal schoonspringer uit Bulgarije. 
Hij nam op twee onderdelen deel aan de Olympische Spelen van Moskou. In 1983 behaalde hij een gouden medaille tijdens het Europees Kampioenschap op de 3 m plank, in 1985 gevolgd door een zilveren medaille op hetzelfde onderdeel.